# László Pál
László Pál (Budapest, 1950. szeptember 15. –) roma származású magyar fafaragó szobrászművész.

## Életútja, munkássága
Szegény családban született, négyen voltak testvérek. A villamosgép-tekercselő szakmát tanulta ki, s ebben a szakmában is dolgozott, majd felnőttként, munka mellett tett érettségi vizsgát egy gépipari szakközépiskolában. Kora ifjúságától érdekelte a versírás, a rajzolás, a festés, a zene, tamburán játszott, hangszerét maga készítette. 40 éves korában, 1990-ben megbetegedett, s a visegrádi szanatóriumba utalták be, itt kezdett el komolyabban fafaragással foglalkozni. E tevékenység igen nagy örömet szerez neki, úgy érzi, hogy a fában benne van minden gondolat. 1996-ban az országos népi szobrászat pályázaton harmadik helyezést ért el. 1997-ben Bánszky Pál róla is írt A természet vadvirágai című kötetében. 1998-tól kiállító művész, először Kecskeméten mutatta be alkotásait. Egyéni és csoportos kiállítások következtek, a 2000-es évek végén már több mint száz expresszív kisplasztikája volt. Köztéri alkotása is van, 2008-ban a budapesti Gulner Gyula Általános Iskola részére kifaragta az iskola névadójának, Gulner Gyulának a mellszobrát, s nagy örömmel találkozott az iskola ifjú fafaragóival A művész Vecsésen él és alkot.
A 2009-es Cigány Festészet című reprezentatív albumban megjelentették szakmai életrajzát és három kisplasztikáját.

## A Cigány festészet című albumba beválogatott szobrai
- Férfi hegedűvel (fa, 7x27 cm, 1998)
- Indák I. (fa, 22x60 cm, 1994)
- Indák II. (fa, 12x30 cm, 2002)[4]

## Kiállításai (válogatás)

### Egyéni
- 1998 • Kecskemét
- 2009 • Vigyázó Ferenc Művelődési Ház, Budapest, XVII. kerület

### Csoportos
- 2000 • Roma képzőművészek III. Országos Kiállítása,[5][6] Roma Művelődési Intézet, Budapest

## Díjak, elismerések
- Országos népi szobrászati pályázat III. helyezettje (1996)